# 拉蒙·蓋洛威
拉蒙·拜希爾·蓋洛威（1991年2月10日—）為美國男子籃球運動員。蓋洛威成長於賓夕凡尼亞州費城日耳曼敦，父親在蓋洛威兩歲時中彈而雙眼失明。蓋洛威就讀Freire Charter School兩年以後南下來到佛羅里達州棕櫚灘郡棕榈滩與阿姨同住，改就讀William T. Dwyer High School，大學最初入讀南卡羅來納大學，為了離家人近一點，蓋洛威升上大三時選擇轉學到拉塞尔大学，並獲得NCAA豁免轉學不需禁賽一年的處分，蓋洛威可直接披上拉塞尔大学的球衣。大四那年蓋洛威以場均17.2分、4.6籃板、3.7助攻的成績帶領球隊闖進16強，蓋洛威在16強的表現被認為能在NBA选秀第二輪獲得球隊青睞，但蓋洛威沒有獲邀參加NBA選秀聯合訓練營，而是排定與11支球隊選前進行測試，蓋洛威與第二支球隊華盛頓巫師進行測試時扭傷了腳踝，不得不取消剩餘9支球隊的測試，之後獲得NBA夏季联赛代表丹佛金塊出賽機會。
第19季SBL超級籃球聯賽蓋洛威代表台灣啤酒出賽了12場，場均可貢獻20.4分、4.2助攻、7.8籃板，2022年1月27日加入T1聯盟台灣啤酒英熊。4月22日，蓋洛威因家中長輩離世離隊，留下出賽11場，場均26分、6.3籃板、6.3助攻的表現。6月14日，蓋洛威加盟多明尼加球隊聖地牙哥地鐵。7月27日，蓋洛威加盟委內瑞拉球隊首都斯巴達。10月11日，蓋洛威在印尼籃球聯賽選秀中被德瓦聯選中並加入球隊。蓋洛威場均可為球隊貢獻20.6分、3.47助攻、6.53籃板，蓋洛威入選了IBL明星賽以及奪得灌籃大賽冠軍。
2023年5月17日，蓋洛威回歸首都斯巴達。隔月蓋洛威效力聖法蘭西斯科印第安人。

## 外部連結
- 拉蒙·蓋洛威在fiba.basketball（英语）
- 拉蒙·蓋洛威在NBA G聯盟官網（英语）
- 拉蒙·蓋洛威在TBLStat.net（英语）
- 拉蒙·蓋洛威在德國籃球甲級聯賽官網（德语）
- 拉蒙·蓋洛威在Basketball-Reference.com（NBA）（英语）
- 拉蒙·蓋洛威在Basketball-Reference.com（NBA G聯盟）（英语）
- 拉蒙·蓋洛威在Basketball-Reference.com（國際）（英语）
- 拉蒙·蓋洛威在Sports-Reference.com（NCAA）（英语）
- 拉蒙·蓋洛威在ESPN（NBA）（英语）
- 拉蒙·蓋洛威在Eurobasket.com（球員）（英语）
- 拉蒙·蓋洛威在Proballers（英语）
- 拉蒙·蓋洛威在RealGM（英语）